# Puig de sa Rateta
Puig de sa Rateta är en bergstopp i Spanien.   Den ligger i regionen Balearerna, i den östra delen av landet, 600 km öster om huvudstaden Madrid. Toppen på Puig de sa Rateta är 1 113 meter över havet, eller 234 meter över den omgivande terrängen. Bredden vid basen är 2,7 km. Puig de sa Rateta ligger på ön Mallorca.
Terrängen runt Puig de sa Rateta är huvudsakligen kuperad, men norrut är den bergig.Runt Puig de sa Rateta är det ganska tätbefolkat, med 214 invånare per kvadratkilometer. Närmaste större samhälle är Sóller, 5,8 km väster om Puig de sa Rateta. 